# Psednos pallidus
Psednos pallidus és una espècie de peix pertanyent a la família dels lipàrids.

## Descripció
- Fa 7,1 cm de llargària màxima.
- Nombre de vèrtebres: 43.
- Abdomen curt.[5]

## Hàbitat
És un peix marí i batidemersal que viu entre 0-2.000 m de fondària.

## Distribució geogràfica
Es troba al Pacífic oriental central: les costes centrals de la Baixa Califòrnia (Mèxic).

## Observacions
És inofensiu per als humans.